# Biedenkopf
Biedenkopf är en stad i Landkreis Marburg-Biedenkopf i Regierungsbezirk Gießen i förbundslandet Hessen i Tyskland. 
De tidigare kommunerna Dexbach, Eckelshausen, Engelbach och Kombach uppgick i Biedenkopf 31 december 1971. Biedenkopf gick samman 1 juli 1974 med staden Breidenstein och kommunen Wallau i den nya staden Biedenkopf.